# Max Kühne
Max Hans Kühne, född 3 juni 1874, död 9 juli 1942, var en tysk arkitekt.
Kühne gjorde sig känd genom utförandet av Schauspielhaus samt fabrikshotell och andra byggnader i Dresden, banhallar i Leipzig och i Sofia med flera där han visade prov på en funktionalistisk arkitektur.